# Рабль, Карл
Карл Рабль (нем. Carl Rabl; 2 мая 1853, Вельс — 24 декабря 1917, Лейпциг) — австрийский эмбриолог и профессор анатомии в Пражском немецком университете имени Карла и Фердинанда.

## Биография
Карл Рабль происходил из семьи врачей. Окончив курс гимназии в Кремсмюнстере, изучал медицину и естественные науки в Венском, Лейпцигском и Йенском университетах. В 1882 году получил степень доктора медицины, уже получив признание как автор ряда крупных зоологических работ. В том же году получил место первого ассистента у профессора Лангера, а в следующем читал, в качестве приват-доцента, лекции описательной и топографической анатомии. В 1885 году назначен экстраординарным профессором в Венском университете, а спустя год — ординарным профессором в немецком университете в Праге. Первые работы Рабля, посвящённые эмбриологии различных моллюсков, отличаются большой точностью наблюдений. Затем Рабль дал ряд работ по морфологии и эмбриологии позвоночных и предложил свою теорию мезодермы. Им же был исследован отчасти вопрос о метамерии головы позвоночных, а равно и предложена своя гипотеза для объяснения явлений кариокинетического деления клеточного ядра. Последние его работы посвящены развитию глаза — а именно линзы — у различных позвоночных.
Был женат на дочери Рудольфа Вирхова Марии.

## Труды
- «Ueber die Entwicklung der Tellerschnecke» («Morphol. Jahrb.», 5 т., 1879),
- «Ueber Zelltheilung» (там же, 1885, 10 т.),
- «Theorie des Mesoderms» (1-я ч., там же, т. 15, 1889; 2-я ч., там же, т. 19, 1893),
- «Ueber die Principien der Histologie» («Verhandl. der Anat. Gesellsch.», 1889);
- «Ueber Zelltheillung» («Anat. Anz.», IV вып.),
- «Ueber den Bau und die Entwicklung der Linse. I. Die Linse der Fische und Amphibien» («Zeitschr. f. wiss. Zool.», т. 63, 1898); II: «Die Linse der Reptilien und Vögel» (ib.).